# آندره مالرو
آندره مالرو (به فرانسوی: André Malraux) (زاده ۱۹۰۱ - درگذشته ۱۹۷۶) نویسنده، منتقد هنری و سیاست‌مدار فرانسوی و عضو مقاومت فرانسه بود.

## زندگی

### اوان زندگی
مالرو در ۳ نوامبر ۱۹۰۱ در پاریس به دنیا آمد. پدر و مادرش وقتی او خردسال بود جدا شدند و بعد طلاق گرفتند. مالرو نزد مادرش بزرگ شد و به مدرسه زبان‌های شرقی رفت. آندره دانش‌آموز خوبی نبود و نتوانست سال آخر دبیرستان را به پایان برساند. به منظور امرار معاش به کار خرید و فروش کتاب‌های نایاب و همکاری با دکه‌های کتابفروشی کنار رود سن روی آورد. در ژوئن ۱۹۲۱ با دختری به نام کلارا گلداشمیت آشنا شد و علی‌رغم موافق نبودن خانواده مرفه یهودی-آلمانی کلارا با هم ازدواج کردند. زوج جوان به خرید و فروش سهام پرداختند و علی‌رغم سود اولیه، با سقوط نرخ سهام ورشکست شدند.

### هندوچین
پس از این واقعه و در ۲۱ سالگی با همسرش به کامبوج رفت. در مدت اقامتش در هندوچین از سیاست استعماری فرانسه در آن ناحیه آزرده بود و به تأسیس روزنامه‌ای بنام «هندوچین در زنجیر» کمک کرد. پس از بازگشت به فرانسه چند رمان نوشت و برای رمان وضعیت بشری که در مورد قیام کمونیستی شانگهای بود جایزه گنکور را دریافت کرد.
در ۱۹۳۰ به گروه باستان‌شناسانی پیوست که در ایران و افغانستان کار می‌کردند، در همین سال پدرش نیز خودکشی کرد که ضربه سختی به او وارد آورد.

### جنگ
با شروع جنگ داخلی اسپانیا به نیروهای جمهوری‌خواه پیوست و خلبان شد. دو بار در نبرد برای دفاع از مادرید در برابر حمله فالانژیست‌ها زخمی شد.
در جنگ جهانی دوم رانندهٔ تانک بود و دستگیر شد، ولی توانست فرار کند و به نیروهای مقاومت فرانسه بپیوندد. در ۱۹۴۴ گشتاپو او را دستگیر کرد، ولی زنده ماند و به کمک نیروهای مقاومت آزاد شد. پس از جنگ از دولت فرانسه مدال مقاومت و صلیب جنگ و از دولت بریتانیا نشان خدمت برجسته را دریافت کرد.

### وزارت
شارل دوگل او را به سمت وزیر اطلاع‌رسانی منصوب کرد. در این دوره آثاری در مورد هنر و فرهنگ منتشر کرد. پس از سقوط دولت دوگل به زندگی شخصی بازگشت. از سال ۱۹۵۲ تا ۱۹۵۴، مالرو کتاب ۳ جلدی موزه خیالی پیکرتراشی جهان را به چاپ سپرد. در سال ۱۹۵۸ هنگامی که دوگل مجدداً قدرت را به دست گرفت مالرو وزیر فرهنگ فرانسه شد. در این سمت او به تأسیس خانه فرهنگ در سراسر فرانسه پرداخت.

### مرگ
آندره مالرو در ۲۳ نوامبر ۱۹۷۶ در کرتی نزدیک پاریس درگذشت.

### میراث و افتخارات
ماریو بارگاس یوسا، او را نویسنده‌ای دانست که بر نگارش اثرش عصر قهرمان تأثیر گذاشت. یوسا همچنین بیان کرد که آثارش را «با شور و شوق فراوان» می‌خوانده: «شاید در تمام صحنه‌هایی که در عصر قهرمان اعمال جمعی یا زندگی دانش‌آموزان را همچون جامعه‌ای وصف کرده‌ام، صحنه‌هایی از رُمان‌هایی مالرو را در نظر داشته‌ام که صحنهٔ جمعه را توصیف می‌کند. به نظر من در نوشتنِ جنبه‌های جمعی زندگی، رُمان‌نویس بزرگی بود.»

## آثار

### رمان
- وسوسه غرب (۱۹۲۶)
- فاتحان (۱۹۲۸)
- جاده شاهی (کتاب) (۱۹۳۰)
- چگونگی زندگی آدمی یا سرنوشت بشر (۱۹۳۳)
- روزهای خشم
- سرنوشت بشر (۱۹۳۷)

### تاریخ هنر
- روان‌شناسی هنر (۳ جلد)
- صداهای سکوت

### سایر آثار
- قلمرو فارفلو
- جنگ با فرشته، گردو بن‌های آلتنبورگ (۱۹۴۸–۱۹۴۳)
- ضد خاطرات (۱۹۶۷)
- دوران خواری
- امید